# Espinal (Navarra)
Espinal (Aurizberri en euskera batua y Aurizperri o Auzperri en la variedad local; oficialmente Aurizberri / Espinal)es una localidad española y concejo del municipio de Erro en la Comunidad Foral de Navarra. Está situado en la Merindad de Sangüesa, en la Comarca de Auñamendi. Su población en 2014 fue de 243 habitantes (INE).

## Cultura
Fundó la localidad el rey Teobaldo II de Navarra en 1262 en el Camino de Santiago. En el término municipal hay numerosos dólmenes. La iglesia es de 1961. La fiestas patronales están dedicadas a San Bartolomé, y son el 24 de agosto.